# Stephanie Parker
Stephanie Parker, född 29 mars 1987 i Brighton, död 18 april 2009 nära Pontypridd, Rhondda Cynon Taf, var en brittisk (walesisk) skådespelerska, främst känd för rollen som Stacey Weaver i BBC Wales tv-serie Belonging, sedan hon var 15 år gammal. Hon medverkade även i Casualty och dramaproduktioner på BBC Radio 4.
Parker hittades hängd den 18 april 2009 och hade troligen begått självmord; dödsfallet skedde efter att Belonging hade lagts ned efter många år